# Boney M.
I Boney M. sono stati un gruppo musicale tedesco. Il loro stile è un Europop ed Eurodisco ballabile, vivace, orecchiabile e dai richiami tropicali. Gruppo di enorme successo, vendettero più di 150 milioni di copie in tutto il mondo. Sono celebri per una serie di evergreen incisi la seconda metà degli anni settanta, tra cui Daddy Cool (1976), Sunny (1976), Ma Baker (1977), Belfast (1977), Rivers of Babylon (1978) e Rasputin (1978).
Formati e diretti dal produttore discografico tedesco Frank Farian, principale autore delle canzoni del gruppo, nonché voce in diverse loro tracce, i Boney M. erano originariamente composti da quattro cantanti e ballerini caraibici, ovvero Liz Mitchell, Marcia Barrett, giamaicane, Maizie Williams di Montserrat e Bobby Farrell di Aruba. A partire dagli anni ottanta i membri si esibirono in varie formazioni con un organico diverso.

## Storia

### Gli inizi
I Boney M. nacquero nel 1974 nella Germania Ovest ad opera di Frank Farian, produttore e cantautore tedesco che, nello stesso anno, incise il brano Baby Do You Wanna Bump, pubblicato nel 1975 dalla Hansa Records sotto il nome di Boney M., preso a prestito da Boney, una serie televisiva australiana in onda in Germania in quel periodo. Inizialmente Baby Do You Wanna Bump non venne notato, ma prima della fine dell'anno si rivelò un notevole successo nei Paesi Bassi e in Belgio.
Contrario ad esporsi in prima persona come interprete, Frank Farian ingaggiò quattro cantanti, tre donne e un uomo, di origine caraibica già noti come session-woman e session-man in Germania. La prima formazione comprendeva Maizie Williams, Sheila Bonnick, Nathalie e Mike, che vennero utilizzati negli show televisivi, nei primi tour e in alcune copertine di dischi. Dopo alcuni abbandoni, la formazione definitiva venne costituita da Marcia Barrett, Liz Mitchell, entrata in sostituzione di Claudja Barry, scettica sulle possibilità della band e intenzionata ad intraprendere una carriera solista, Maizie Williams e Bobby Farrell. Marcia Barrett e Liz Mitchell erano le voci principali, mentre le altre parti vocali vengono incise dallo stesso Farian (la cui voce a suo dire si adatta meglio allo stile dei Boney M.), lasciando quindi a Maizie Williams e Bobby Farrell solo parti secondarie.

### Il successo
Il secondo singolo inciso dalla band fu Daddy Cool del 1976 che all'inizio non incontrò grande successo. Fu un'apparizione nello show tedesco Musikladen a dare il via al fenomeno Boney M.: il pezzo conquistò nove dischi d'oro in Europa ed è tutt'oggi il loro brano più conosciuto. L'album Take the Heat Off Me si comportò analogamente nelle classifiche. Nel 1977 venne inciso Love for Sale, contenente singoli come Belfast, bandito dalle radio nordirlandesi, e Ma Baker. Per la realizzazione dell'album Farian si avvalse anche della consulenza di Giorgio Moroder. Per smentire le critiche che li dipingevano come impostori incapaci di cantare dal vivo, i Boney M. organizzarono un tour a supporto del nuovo disco. Spalleggiati dai Black Beautiful Circus, la tournée riscosse grande successo di pubblico.
Sul finire degli anni settanta i Boney M. divennero, insieme agli ABBA, ai Queen e ai    Bee Gees, il gruppo più famoso del momento in Europa, Africa, Asia meridionale, sud-est asiatico e nei paesi arabi. Nel 1978 il gruppo ottenne un raro permesso per esibirsi in un tour dell'Unione Sovietica.
Nightflight to Venus (1978), in cui si ravvede nell'estetica fantascientifica di copertina l'interesse del gruppo per la neonata corrente space disco, divenne il loro disco di maggior risonanza mondiale. Il suo singolo Rivers of Babylon raggiunse il primo posto nella maggior parte delle classifiche di vendita e divenne uno dei singoli più venduti del Regno Unito.Anche il singolo Rasputin, che narra la storia dell’omonimo santone russo russo in maniera un po’ rivisitata, ottiene un enorme successo in Europa, Australia e Regno Unito.
L'attività frenetica di questo periodo portò il gruppo a prendersi delle pause, diventate con gli anni sempre più lunghe, diradando apparizioni e sessioni di registrazione secondo una filosofia che hanno mantenuto nel tempo. Ogni loro uscita discografica, singoli, ristampe, greatest hits o remix, fa registrare buone vendite; nel 2007 i Boney M. vantavano oltre centocinquanta milioni di copie vendute in tutto il mondo. Negli Stati Uniti, a differenza di ciò che accadeva in molti paesi del mondo, lo stile della band non sembrava essere molto apprezzato: nessuna delle sue tracce riuscì a raggiungere la Top 10 in tale paese. L'ottobre del 1979 vennero invitati al Club 45 di Vienna per essere riusciti a vendere 90 milioni di dischi.
Nonostante il grande successo commerciale, i Boney M. non sono mai stati apprezzati dalla critica e la stampa specialistiche (un aspetto che accomuna anche gli altri progetti di Farian).
Durante la prima metà degli anni ottanta, la band continuò a pubblicare altri album e singoli, senza però riuscire a ripetere il successo degli anni precedenti.

### Scioglimento

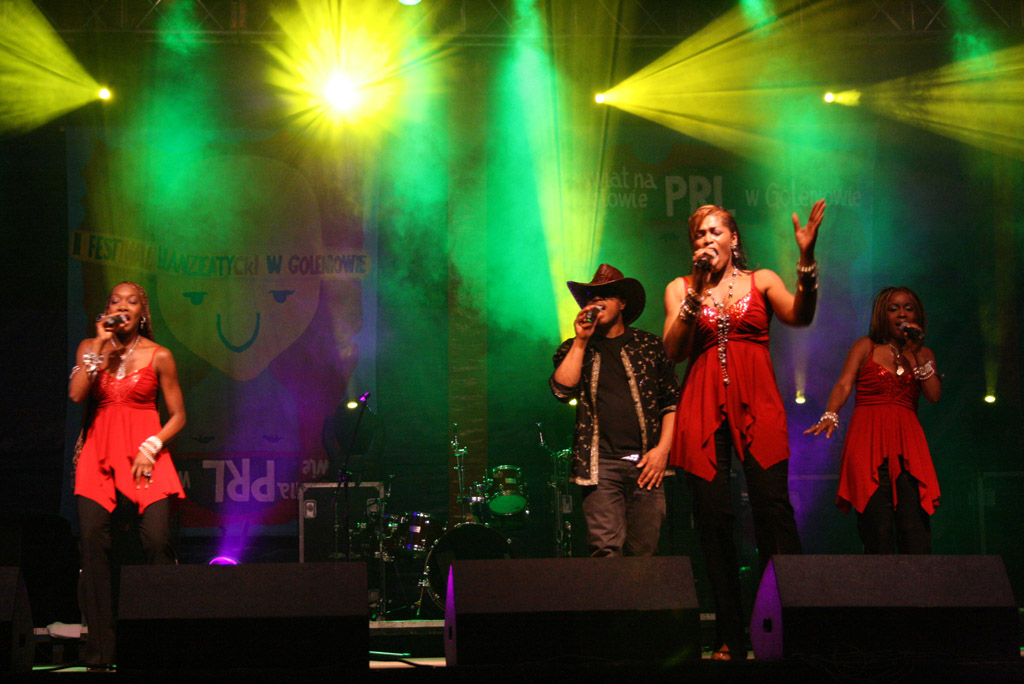
Boney M feat Maizie Williams, 2007

Dopo lo scioglimento del gruppo, avvenuto ufficialmente nel 1986, differenti formazioni comprendenti ex membri del gruppo hanno usato il nome Boney M.
I diritti legali del nome "Boney M." divennero oggetto di controversie e casi giudiziari, tra gli ex membri della band e il produttore Frank Farian sin dalla fine degli anni ottanta. Farian continuò a lavorare con Liz Mitchell e la sua formazione per tutti gli anni novanta e duemila, mentre altre formazioni, guidate da Bobby Farrell o da Maizie Williams hanno intrapreso carriere parallele.
Bobby Farrell morì il 30 dicembre 2010 per insufficienza cardiaca a San Pietroburgo, dopo essersi esibito con la sua band la sera prima. La formazione di Mazie Williams e quella di Farian e Liz Mitchell proseguirono l'attività. Williams, con la sua versione dei Boney M., compì un tour in Australia nel 2014, mentre Farian produsse nel 2015 un cofanetto di tre CD per celebrare il quarantesimo anniversario dei Boney M., contenenti un nuovo singolo con la voce di Liz Mitchell, e un nuovo album dei Boney M. featuring Liz Mitchell venne pubblicato nel 2017.

## Membri
- Liz Mitchell (Parrocchia di Clarendon, Giamaica, 12 luglio 1952)
- Marcia Barrett (Parrocchia di Saint Catherine, Giamaica, 14 ottobre 1948)
- Maizie Williams (Montserrat, Indie occidentali britanniche, 25 marzo 1951)
- Bobby Farrell (Aruba, Antille Olandesi, 6 ottobre 1949 – San Pietroburgo, 30 dicembre 2010)
- Reggie Tsiboe (Kumasi, Costa d'Oro/Ghana, 7 settembre 1950)

## Discografia

### Album in studio
- 1976 - Take the Heat Off Me
- 1977 - Love for Sale
- 1978 - Nightflight to Venus
- 1979 - Oceans of Fantasy
- 1981 - Boonoonoonoos
- 1981 - Christmas Album
- 1984 - Ten Thousand Lightyears
- 1985 - Eye Dance

### Raccolte
- 1980 - The Magic of Boney M. - 20 Golden Hits
- 1984 - Kalimba de Luna - 16 Happy Songs
- 1986 - The Best of 10 Years - 32 Superhits
- 1988 - Greatest Hits of All Times - Remix '88
- 1989 - Greatest Hits of All Times, Vol. 2 - Remix '89
- 1992 - GOLD - 20 Super Hits
- 1993 - More GOLD - 20 Super Hits Vol.2
- 1999 - 20th Century Hits
- 2000 - Their Most Beautiful Ballads
- 2005 - ...Sings The Hits of Boney M.
- 2006 - The Magic of Boney M.
- 2008 - Rivers of Babylon (A Best of Collection)

### Singoli
- 1975 - Baby Do You Wanna Bump
- 1976 - Daddy Cool
- 1976 - Sunny
- 1976 - No Woman, No Cry (Cover)
- 1977 - Ma Baker
- 1977 - Belfast
- 1977 - Motherless Child
- 1977 - Love for Sale
- 1977 - Still I'm Sad
- 1978 - Mary's Boy Child/Oh My Lord
- 1978 - Rivers Of Babylon/Brown Girl In The Ring
- 1978 - Rasputin
- 1979 - Voodoo Night
- 1979 - Dancing in the Streets
- 1979 - Painter Man
- 1979 - Hooray! Hooray! It's a Holi-Holiday
- 1979 - El Lute/Gotta Go Home
- 1979 - I'm Born Again
- 1979 - Bahama Mama
- 1979 - Oceans of Fantasy
- 1979 - Ribbons of Blue
- 1980 - I See a Boat on the River / My Friend Jack
- 1980 - Children of Paradise / Gadda-Da-Vida
- 1980 - Felicidad (Margherita) / Strange
- 1981 - Malaika / Consuela Biaz
- 1981 - We Kill the World (Don't Kill the World) / Boonoonoonoos
- 1981 - Little Drummer Boy / Medley
- 1982 - Going Back West / The Carnival Is over
- 1982 - Zion's Daughter / White Christmas
- 1983 - Jambo - Hakuna Matata (No Problems) / African Moon
- 1984 - Somewhere in the World / Exodus
- 1984 - Kalimba de Luna / Ten Thousand Lightyears
- 1984 - Happy Song / Schools out
- 1985 - My Chérie Amour / Sample City
- 1985 - Young Free and Single / Blue Beach
- 1986 - Daddy Cool '86 Recording / B.M. a Go-Go (Medley)
- 1986 - Bang Bang Lulu / Chica Da Silva
- 1988 - Rivers of Babylon (Remix) / Mary's Boy Child (Rmix)
- 1988 - Megamix
- 1989 - The Summer Mega Mix
- 1989 - Malaika (Lambada Remix)
- 1989 - Everybody Wants to Dance like Josephine Baker / Custer Jammin´
- 1990 - Stories
- 1992 - Boney M. Megamix
- 1993 - Brown Girl in the Ring (Remix)
- 1993 - Ma Baker (Remix '93)
- 1994 - Papa Chico (feat. Liz Mitchell)
- 1999 - Ma Baker (Boney M. vs. Sash!)
- 1999 - Daddy Cool '99 (Feat. Mobi T)
- 2000 - Sunny (come Boney M. 2000)
- 2001 - Daddy Cool 2001
- 2006 - Sunny (feat. Mousse T.)